# Francisco Javier García
Francisco Javier García Fernández, meglio noto come Javi García (Murcia, 8 febbraio 1987), è un ex calciatore spagnolo, di ruolo centrocampista.

## Carriera

### Club

#### Real Madrid e parentesi all'Osasuna
Cresciuto nelle giovanili del Real Madrid, esordisce in prima squadra il 28 novembre 2004 contro il Levante. Dal 2004 al 2007 gioca nel Real Madrid B, in Segunda División, partecipando in questo periodo a diversi allenamenti e amichevoli precampionato con la prima squadra.
Il 31 agosto 2007, alle porte della stagione della sua presumibile integrazione definitiva in prima squadra, viene ceduto all'Osasuna per 2,5 milioni di euro. Con il club navarrese Javi García gioca 25 partite, andando a segno 2 volte nei primi 6 incontri, una contro il Levante, e una contro il Villareal.
Il contratto di trasferimento siglato prevedeva una clausola di diritto di riscatto al termine della stagione 2007-2008 a favore del Real Madrid per 4 milioni di euro. Il 29 aprile 2008 l'Osasuna annuncia ufficialmente che il Real Madrid avrebbe esercitato tale diritto, riacquistando il giocatore. Javi García si aggrega quindi nuovamente al Real Madrid il 1º luglio 2008, e nella stagione 2008-2009 vince la Supercoppa spagnola, giocando in totale 19 match senza mai andare a segno.

#### Benfica
Il 21 luglio 2009, García viene ceduto al Benfica per 7 milioni di euro, firmando un contratto quinquennale. García milita nel Benfica per 3 stagioni, giocando 120 partite, andando in rete in 13 occasioni, e vincendo il campionato nel 2009-2010 e la Coppa di Lega in tutte e tre le stagioni.

#### Manchester City
Il 31 agosto 2012 il Manchester City annuncia di aver acquistato Javi García dal Benfica, per una cifra di 20,2 milioni di euro. Esordisce con la nuova maglia il 15 settembre, siglando il gol del definitivo pareggio per 1-1 nel match in trasferta contro lo Stoke City.

#### Zenit
Il 14 agosto 2014 viene acquistato dallo Zenit San Pietroburgo firmando un contratto quadriennale e scegliendo la maglia numero 21. Esordisce con la nuova maglia il 16 agosto 2014 nella vittoria casalinga per 1-0 contro l'Ufa. Il primo gol con la nuova maglia lo trova il 31 agosto 2014 nella gara vinta 1-0 sul campo della Lokomotiv Mosca decisa proprio grazie al suo gol. Il 16 settembre 2014 esordisce in Champions League nella vittoria per 2-0 sul campo della sua ex squadra, il Benfica. Il 24 dello stesso mese esordisce anche nella coppa nazionale russa nella vittoria per 2-1 sul campo dell'Anzhi.
Inizia la nuova stagione vincendo subito un trofeo ovvero la Supercoppa russa contro la Lokomotiv Mosca ai rigori dopo che tempi regolamentari e supplementari si erano conclusi sul punteggio di 1-1. Trova il primo gol stagionale il 21 novembre 2015 nella gara vinta 3-0 in casa contro l'Ural. Dalla stagione 2016-2017 diventa vicecapitano del club russo.

#### Betis
Il 14 agosto 2017, a 30 anni fa il suo ritorno in Spagna dopo 8 anni, firmando per il Real Betis. Il 5 luglio 2019, sottoscrive un nuovo contratto della durata di due anni con il club dell'Andalusia. Alla fine della stagione 2019-2020, risolve il suo contratto, rimanendo svincolato.

#### Boavista
Il 19 agosto 2020 viene tesserato dal Boavista, squadra portoghese con cui firma un accordo di tre anni.

### Nazionale
Javi García ha giocato in tutte le nazionali giovanili spagnole, dall'Under-16 all'Under-21, vincendo l'europeo Under-19 nel 2006. Esordisce in nazionale maggiore il 26 maggio 2012 nell'amichevole con la Serbia, subentrando al 69º minuto.

## Statistiche

### Presenze e reti nei club
Statistiche aggiornate al 29 marzo 2020.
| Stagione               | Squadra                | Campionato             | Campionato | Campionato | Coppa nazionale | Coppa nazionale | Coppa nazionale | Coppe continentali | Coppe continentali | Coppe continentali | Altre coppe | Altre coppe | Altre coppe | Totale | Totale |
| Stagione               | Squadra                | Comp                   | Pres       | Reti       | Comp            | Pres            | Reti            | Comp               | Pres               | Reti               | Comp        | Pres        | Reti        | Pres   | Reti   |
| ---------------------- | ---------------------- | ---------------------- | ---------- | ---------- | --------------- | --------------- | --------------- | ------------------ | ------------------ | ------------------ | ----------- | ----------- | ----------- | ------ | ------ |
| 2004-2005              | Real Madrid            | PD                     | 3          | 0          | CR              | 4               | 0               | UCL                | 0                  | 0                  | -           | -           | -           | 7      | 0      |
| 2005-2006              | Real Madrid            | PD                     | 0          | 0          | CR              | 0               | 0               | UCL                | 1                  | 0                  | -           | -           | -           | 1      | 0      |
| 2006-2007              | Real Madrid            | PD                     | 0          | 0          | CR              | 2               | 0               | UCL                | 1                  | 0                  | -           | -           | -           | 3      | 0      |
| 2007-2008              | Osasuna                | PD                     | 25         | 2          | CR              | 2               | 0               | -                  | -                  | -                  | -           | -           | -           | 27     | 2      |
| 2008-2009              | Real Madrid            | PD                     | 15         | 0          | CR              | 2               | 0               | UCL                | 3                  | 0                  | SS          | 1           | 0           | 21     | 0      |
| Totale Real Madrid     | Totale Real Madrid     | Totale Real Madrid     | 18         | 0          |                 | 8               | 0               |                    | 5                  | 0                  |             | 1           | 0           | 32     | 0      |
| 2009-2010              | Benfica                | PL                     | 26         | 3          | CP+CdL          | 2+4             | 0+0             | UEL                | 14                 | 1                  | -           | -           | -           | 46     | 4      |
| 2010-2011              | Benfica                | PL                     | 24         | 2          | CP+CdL          | 4+4             | 1+4             | UCL+UEL            | 6+7                | 1+0                | SP          | 1           | 0           | 46     | 8      |
| 2011-2012              | Benfica                | PL                     | 22         | 1          | CP+CdL          | 1+4             | 0               | UCL                | 12                 | 1                  | -           | -           | -           | 39     | 2      |
| ago. 2012              | Benfica                | PL                     | 2          | 0          | CP+CdL          | 0+0             | 0               | UCL                | 0                  | 0                  | -           | -           | -           | 2      | 0      |
| Totale Benfica         | Totale Benfica         | Totale Benfica         | 74         | 6          |                 | 19              | 5               |                    | 39                 | 3                  |             | 1           | 0           | 133    | 14     |
| ago. 2012-2013         | Manchester City        | PL                     | 24         | 2          | FACup+CdL       | 4+0             | 0               | UCL                | 5                  | 0                  | CS          | 0           | 0           | 33     | 2      |
| 2013-2014              | Manchester City        | PL                     | 29         | 0          | FACup+CdL       | 4+6             | 0               | UCL                | 4                  | 0                  | -           | -           | -           | 43     | 0      |
| Totale Manchester City | Totale Manchester City | Totale Manchester City | 53         | 2          |                 | 14              | 0               |                    | 9                  | 0                  |             | 0           | 0           | 76     | 2      |
| 2014-2015              | Zenit                  | PL                     | 24         | 3          | KR              | 1               | 0               | UCL+UEL            | 6+5                | 0                  | -           | -           | -           | 36     | 3      |
| 2015-2016              | Zenit                  | PL                     | 26         | 2          | KR              | 5               | 1               | UCL                | 6                  | 0                  | SR          | 1           | 0           | 38     | 3      |
| 2016-2017              | Zenit                  | PL                     | 5          | 0          | KR              | 0               | 0               | UEL                | 0                  | 0                  | SR          | 1           | 0           | 6      | 0      |
| Totale Zenit           | Totale Zenit           | Totale Zenit           | 55         | 5          |                 | 6               | 1               |                    | 17                 | 0                  |             | 2           | 0           | 80     | 6      |
| 2017-2018              | Betis                  | PD                     | 32         | 1          | CR              | 1               | 0               | -                  | -                  | -                  | -           | -           | -           | 33     | 1      |
| 2018-2019              | Betis                  | PD                     | 13         | 0          | CR              | 4               | 0               | UEL                | 5                  | 0                  | -           | -           | -           | 22     | 0      |
| 2019-2020              | Betis                  | PD                     | 8          | 0          | CR              | 1               | 0               | -                  | -                  | -                  | -           | -           | -           | 9      | 0      |
| Totale Betis           | Totale Betis           | Totale Betis           | 53         | 1          |                 | 6               | 0               |                    | 5                  | 0                  |             | -           | -           | 64     | 1      |
| 2020-2021              | Boavista               | PL                     | 21         | 1          | TP+CdL          | 1+0             | 0+0             | -                  | -                  | -                  | -           | -           | -           | 22     | 1      |
| 2021-2022              | Boavista               | PL                     | 17         | 1          | TP+CdL          | 1+2             | 0+0             | -                  | -                  | -                  | -           | -           | -           | 20     | 1      |
| Totale Boavista        | Totale Boavista        | Totale Boavista        | 38         | 2          |                 | 4               | 0               |                    | -                  | -                  |             | -           | -           | 42     | 2      |
| Totale carriera        | Totale carriera        | Totale carriera        | 316        | 18         |                 | 59              | 6               |                    | 75                 | 3                  |             | 4           | 0           | 454    | 27     |

### Cronologia presenze e reti in Nazionale
| Cronologia completa delle presenze e delle reti in nazionale ― Spagna | Cronologia completa delle presenze e delle reti in nazionale ― Spagna | Cronologia completa delle presenze e delle reti in nazionale ― Spagna | Cronologia completa delle presenze e delle reti in nazionale ― Spagna | Cronologia completa delle presenze e delle reti in nazionale ― Spagna | Cronologia completa delle presenze e delle reti in nazionale ― Spagna | Cronologia completa delle presenze e delle reti in nazionale ― Spagna | Cronologia completa delle presenze e delle reti in nazionale ― Spagna |
| Data                                                                  | Città                                                                 | In casa                                                               | Risultato                                                             | Ospiti                                                                | Competizione                                                          | Reti                                                                  | Note                                                                  |
| --------------------------------------------------------------------- | --------------------------------------------------------------------- | --------------------------------------------------------------------- | --------------------------------------------------------------------- | --------------------------------------------------------------------- | --------------------------------------------------------------------- | --------------------------------------------------------------------- | --------------------------------------------------------------------- |
| 26-5-2012                                                             | Madrid                                                                | Spagna                                                                | 2 – 0                                                                 | Serbia                                                                | Amichevole                                                            | -                                                                     | 69’                                                                   |
| 10-9-2013                                                             | Madrid                                                                | Spagna                                                                | 2 – 2                                                                 | Cile                                                                  | Amichevole                                                            | -                                                                     | 79’                                                                   |
| Totale                                                                |                                                                       | Presenze                                                              | 2                                                                     |                                                                       | Reti                                                                  | 0                                                                     |                                                                       |

## Palmarès

### Club
- Supercoppa di Spagna: 1

Real Madrid: 2008
- Coppa di Lega portoghese: 3

Benfica: 2009-2010, 2010-2011, 2011-2012
- Campionato portoghese: 1

Benfica: 2009-2010
- Coppa di Lega inglese: 1

Manchester City: 2013-2014
- Campionato inglese: 1

Manchester City: 2013-2014
- Campionato russo: 1

Zenit San Pietroburgo: 2014-2015
- Supercoppa di Russia: 2

Zenit San Pietroburgo: 2015, 2016
- Coppa di Russia: 1

Zenit San Pietroburgo: 2015-2016

### Nazionale
- Campionato d'Europa Under-19: 1

2006